# Ceres Park & Arena
El Ceres Park & Arena, es un complejo deportivo multiuso ubicado en la ciudad de Århus, Dinamarca. Consiste en un estadio usado principalmente para el fútbol y atletismo, y una arena en la que se practican deportes como el baloncesto y balonmano.
El estadio de fútbol Ceres Park o Aarhus Idrætspark posee una capacidad para 20.300 personas y en el ejerce su localía el club AGF Aarhus de la Superliga danesa.
El recinto para baloncesto y el balonmano Ceres Arena con capacidad para 4300 espectadores es utilizado por el Århus GF de la Liga danesa de balonmano.

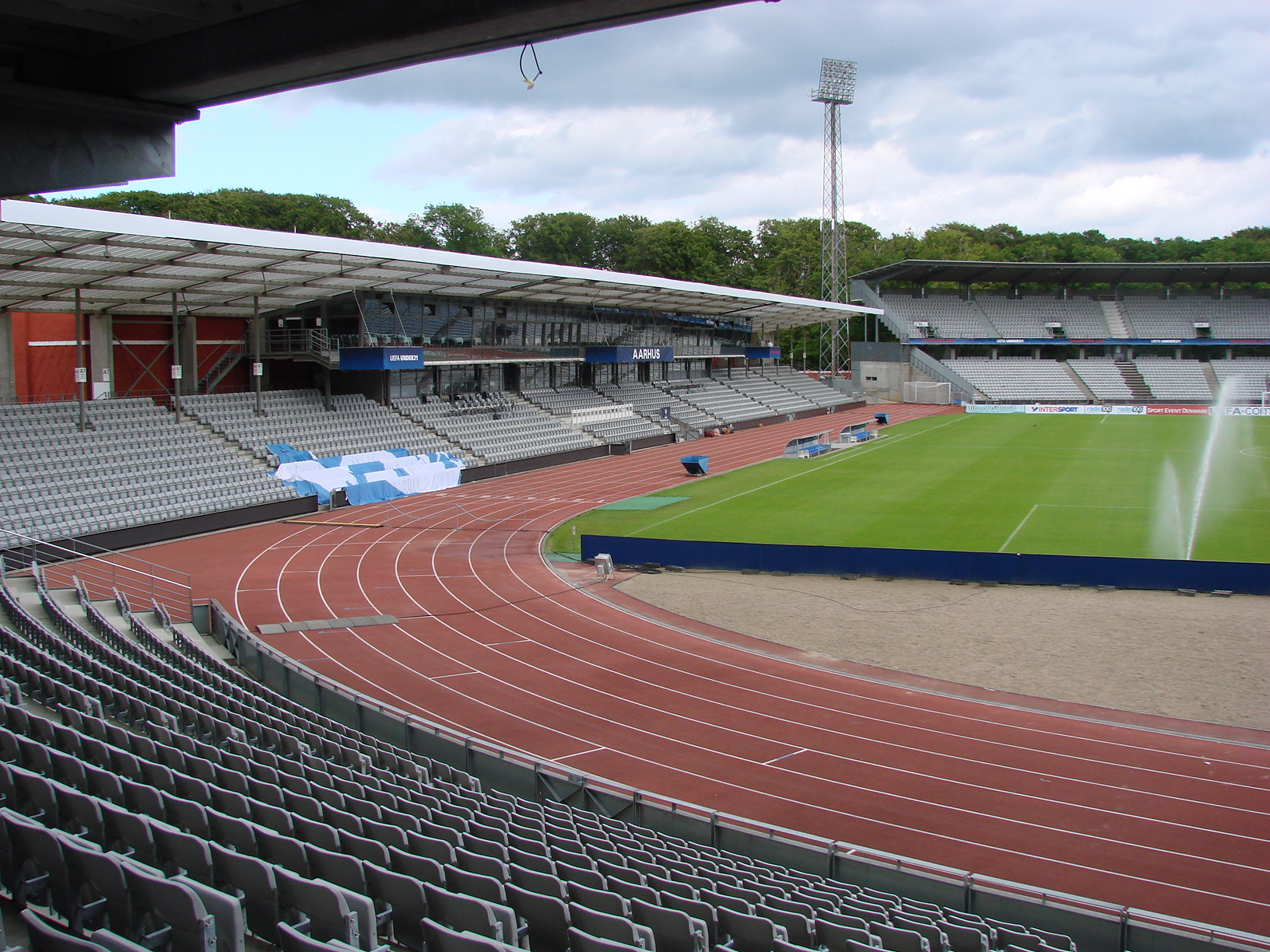
Aarhus Idrætspark
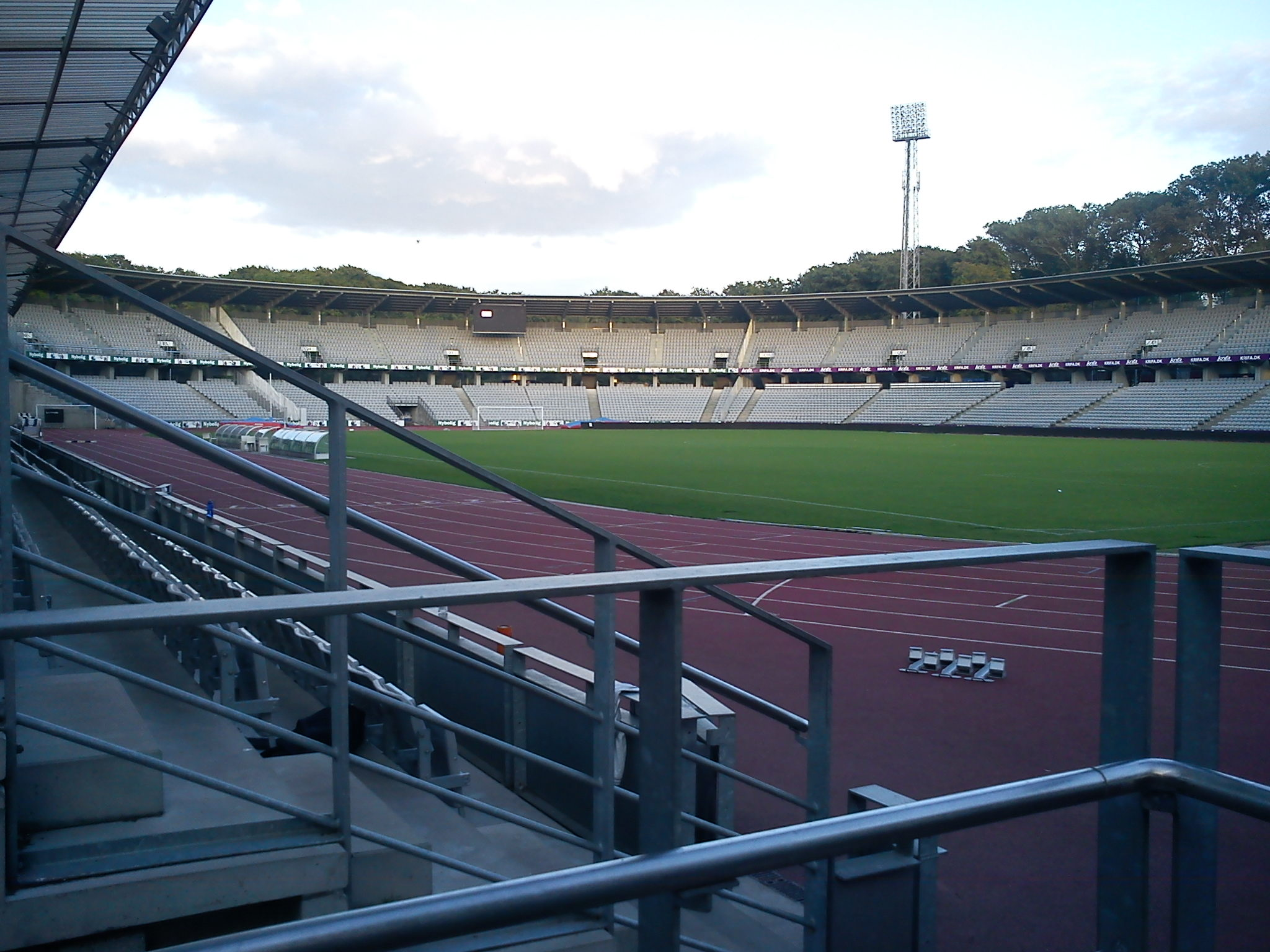
Aarhus Idrætspark